# Arkitektur i Danmark
Arkitektur i Danmark stammer fra vikingetiden, hvor adskillige arkæologiske fund bevidner om forskellige bebyggelser. Den blev for alvor etableret i middelalderen, hvor romanske og herefter gotiske kirker og domkirker blev opført i hele landet. Det var i denne periode at mursten blev det foretrukne byggemateriale, da Danmark ikke har store sten-ressourcer til at bygge med. Dette gjaldt ikke bare for kirker, men også for fæstninger og borge.
Under indflydelse af Frederik 2. og Christian 4., der begge var inspirerede af franske slotte, blev hollandske og flamske arkitekter bragt til landet. I første omgang for at forbedre forskellige fæstninger, men efterhånden blev det i større grad for at bygge storslåede slotte i renæssancestil. Samtidig blev bindingsværksbygninger populære til almindelige folks huse i byerne og landsbyerne i hele landet.
I den sene del af sin regeringsperiode blev Christian 4. også en tilhænger af barokstil, hvilket fortsatte efter hans død, og det blev den primære byggestil i mange store prominente bygninger både i hovedstaden og i resten af landet. Nyklassicismen kom oprindeligt fra Frankrig, men vandt langsomt indpas blandt de danske arkitekter, der i stadig højere grad bidrog til at definere stilen. En produktiv periode med historicisme udviklede sig til nationalromantik i slutningen af 1800-tallet.
Det var dog ikke før 1960’erne, at danske arkitekter for alvor kom ind på verdensscenen med deres meget succesfulde funktionalistiske bygninger. Dette udviklede sig senere til anerkendte bygningsværker som Operahuset i Sydney og Storebæltsbroen, der har banet vejen for et stort antal danske designere og arkitekter, der har modtaget priser for deres værker både nationalt og internationalt.

## Vikingetiden
Arkæologiske udgravninger i forskellige dele af Danmark har givet meget viden om, hvordan vikingerne levede. Et af de vigtigste steder er Hedeby, som ligger 45 km syd for den danske grænse med Tyskland i byen Slesvig. Byen går sandsynligvis tilbage til før 700-tallet. Husene i byen har været blandt de mest sofistikerede i perioden. Et skelet af egetræ har udgjort hjørnestolper og bærende stolper langs væggene, som herefter at lavet som bulhuse med vandrette planker imellem stolperne som vægge. Tagene blev sandsynligvis stråtag lagt op et tilsvarende skelet af egetræ.
Husene på Trelleborg ved Slagelse har en anderledes skibsagtig form, der er tykkest på midten, og smalner ud i begge ender. Hvert hus her havde et centralt rum på 18x8 m, og to mindre rum – ét i hver ende. Husene på Fyrkat (ca. 980) i Nordjylland var 28,5 x 5 m i enderne, og 7,5 m i midten, hvor væggene går lidt udad. Væggene bestod af to pælerækker med planker imellem. En række pæle på ydersiden af husene, der var skråtstillet ind mod væggene har sandsynligvis været brugt til at støtte taget.

## Middelalderen

### Romansk stil
Danmarks første kirker blev bygget i 800-tallet, og opført i træ, og de er derfor ikke bevaret. Adskillige hundrede stenkirker fra romansk stil blev bygget i 1100- og 1200-tallet. De havde fladt tage i bade skibet og koret, med små vinduer i rundbuestil, ligesom søjlerne indendørs var forbundet med rundbuer. Kampesten, typisk i granit eller sandsten, blev i første omgang foretrukket som bygningsmaterialer, men efter teglstensproduktion nåede Danmark i midten af 1100-tallet blev dette det primære byggemateriale. Årsagen var, at Danmark ikke er rig på naturlig mængde store sten ligesom flere andre lande i Europa. Blandt eksemplerne på romanske teglstensbygninger er Sankt Bendts Kirke i Ringsted (ca. 1170) og den unikke Vor Frue Kirke i Kalundborg (ca. 1200) med dens fem tårne.
Østerlars Kirke på Bornholm blev bygget omkring 1150. Ligesom tre andre kirker på øen, er det en rundkirke. Den tre etager høje bygning bliver støttet af en meget tyk rund ydermur, samt en central søjle inde i kirken.
Konstruktionen af Lund Domkirke i Skåne blev påbegyndt omkring 1103, da området var under dansk herredømme. Det var den første af det store danske domkirker, der fik tre skibe (et skib med to sideskibe) og transept. Den synes at være bygget efter tidligere tyske forbilleder, selvom der også er rester af ango-normannisk og lombardiske elementer. Den store Ribe Domkirke, der blev opført (1150–1250), havde tæt kontakt med rhinområdet i Tyskland. Både materialer, sandsten og tufa, og modellerne blev taget herfra.

### Gotik
Mod slutningen af 1200-tallet og frem til omkring 1500 var gotik den primære byggestil, med det resultat at de fleste af de gamle romanske kirker blev ombygget eller tilbygget i gotisk stil. De flade lofter blev erstattet med høje hvælvinger, vinduerne blev gjort større med spidsbuer i toppen, og kapeller og tårne blev tilføjet, og vægge og lofter blev dekoreret med kalkmalerier og freskoer. Røde teglsten var det primære byggemateriale, som det kan ses på Sankt Knuds Kirke i Odense (1300–1499) og Sankt Peders Kirke i Næstved. Sankt Knuds Kirke har alle kendetegnene for gotisk arkitektur med spidsbuer, stræbepiller, krydsribbehvælv, masser af lys og en kombination af kor og kirkeskib.
Selvom størstedelen af den gotiske arkitektur i Danmark findes i kirker og klostre findes der også eksempler på sekulær bygninger i denne stil. Glimmingehus (1499–1506) er en rektangulær borg i Skåne, der tydeligt er bygget i gotisk stil. Den blev opført af den danske adelsmand Jens Holgersen Ulfstand, der brugte den nordtyske arkitekt Adam van Düren, som også havde arbejdet på Lund Domkirke. Bygningen indeholder mange forskellige forsvarsværker fra perioden, inklusive parapetter, mordhuller til at smide kogende olie ned over angribere, skydeskår, voldgrav, en vindebro og flere andre opfindelser til at beskytte adelsfolkene på borgen mod bønder og andre angribere. Andre eksempler på bevarede sekulære bygninger tæller bl.a. er Kompagnihuset, Boderne og Helligåndshuset, der alle ligger i Næstved, samt Præstegade 23 i Kalundborg. Omkring flere byer har haft bymure med tårne og porte. Kun to byporte er dog bevaret, hvilket er Mølleporten i Stege på Møn og Vesterport i Faaborg.
I Skåne som i store dele af middelalderen var under dansk herredømme, findes også flere bevarede middelalderbygninger fra denne periode. Kompanihuset i Malmø er fra 1529, og har sandsynligvis været tiltænkt en adelsmand. I Lund findes Dekanhuset som er en del af frilandsmuseet Kulturen. Bygningens nederste del er fra 1200-tallet, mens en tilbygning på de øvre etager er fra 1400-tallet.

### Bindingsværkshuse
I middelalderen blev der også bygget bulhuse, men skiftende konger udstedte med varierende held forbud mod disse, da de brugte meget træ, som hellere skulle bruges til kongens flåde. Der skete derfor en langsom udvikling fra de traditionelle træhuse i byer og landsbyer over til bindingsværkshuse. Et af de ældste er Anne Hvides Gård i Svendborg, der er et toetagers byhus, der blev opført i 1560. Bygningen er i dag en del af Svendborg Museum.
I Ystad i det sydligste Skåne, som i middelalderen var dansk område, findes der stadig omkring 300 bindingsværkshuse fra middelalderen. Det ældste bindingsværkshus til beboelse, som endnu er bevaret, er fra 1527, og det ligger i Kirkestræde 20 i Køge. Apostelhuset i Næstved er opført ca. 1510-20, og det var formentligt et pakhus.
På frilandsmuseet Den Gamle By i Aarhus findes over 75 historiske bygninger, der er flyttet hertil fra hele landet, for at blive opført som et sammenhængende bymiljø. Dette inkluderer adskillige bindingsværkshuse, hvoraf de ældste er fra slutningen af 1500-tallet. Traditionen med bindingsværkshuse på landet har gået langt op i 1800-tallet.

### Vind- og vandmøller
Allerede i middelalderen blev der opført bygninger, hvis hoved- eller delformål var råvareforarbejdende processer, især formaling af korn til mel. Fire energikilder stod til rådighed: vind, vand og dyr samt mennesker.
I førmiddelalderlig tid var kornformalingen ofte sket ved hjælp af en skubbekværn. Denne bestod i en underliggende sten med en hulning, hvor kornet kunne lægges, og en mindre sten, som blev skubbet henover kornet for at knuse det til mel. I romersk jernalder lærte man fra Romerriget at bruge princippet med en roterende kværnsten i stedet: både underligger og overligger var med runde ydersider. Overliggeren blev roteret ved håndkraft om en lodret akse. De første drejekværne af basalt blev indført fra Romerriget i romersk jernalder, men teknikken blev tidligt efterlignet i lokal granit. De tidligste drejekværne forekommer i Sønderjylland og først i vikingetiden synes de at have fået et større udbredelse i Danmark.
Først ved middelalderens begyndelse begyndte man at anvende vand- og vindkraft til denne proces. De to tidligste skriftlige omtaler i Norden stammer fra Skåne: 1131 fra Vittskövle og 1133 fra Värpinge. På Sjælland omtales en vandmølle i Næstved i 1135. Møllerne ved Voer Kloster og Munke Mølle ved Odense Å opnåede kongeligt privilegium, for Munke Mølles vedkommende findes et dokument fra 1175. Omtrent på samme tid blev de tidligste stubmøller opført i Danmark.

### Teglovne
Ligeledes i begyndelsen af middelalderen udvikledes teknikken at brænde tegl til byggeri, der blev indført fra Lombardiet i midten af 1100-tallet. I den forbindelse skete opførelse af de tidligste teglovne indrettede til dette formål. Mange steder har de formentlig kun virket i en kortere tid i forbindelse med en bestemt byggeri, og først efterhånden begyndte man at producere teglsten med salg for øje. Som et eksempel på en sådan teglovn kan nævnes den, der blev anlagt i forbindelse med opførelsen af Gurre Slot. Foruden selve borgen blev der også opført en række sidebygninger, herunder staldbygninger for det kongelige rytteri af tegl.
- Den romanske Østerlars Kirke på Bornholm (1150).
- Den gotiske Sankt Knuds Kirke i Odense (1300).
- Den gotiske borg Glimmingehus i Skåne (1506).
- Roskilde Domkirke med både romanske og gotiske elementer (1175–1460).
- Kirkestræde 20 i Køge er Danmarks ældste bindingsværkshus til beboelse (1527).
- Apostelhuset i Næstved er et bindingsværkshus der oprindeligt blev brugt som pakhus (1510-20).

## Renæssance
Renæssancens arkitektur trivedes under Frederik 2. og særligt under Christian 4. De var begge inspirerede af de franske slotte, og flamske arkitekter blev hentet til lande for at bygge for kongerne. Både Kronborg i Helsingør og Frederiksborg Slot i Hillerød blev opført i denne periode. i København blev Rosenborg Slot (1606–24) og Børsen (1640) opført, og disse er to af byens mest kendte bygningsværker fra renæssancen.
Under Frederik 2. Blev Kronborg bygget med hjælp fra de to flamske arkitekter Hans Hendrik van Paesschen og Anthonis van Obbergen, der påbegyndte byggeriet i 1574 og færdiggjorde det i 1584. Den blev bygget over en trelænge fransk borg, men blev udført i fire længer. Slottet brændte ned i 1629, men blev hurtigt genopbygget under ordre fra Christian 4., der fik Hans van Steenwinckel den yngre, der var søn af en berømt flamsk kunstner. Det er anerkendt som et af Europas mest betydningsfulde renæssanceslotte, og er på UNESCOs Verdensarvsliste.
Frederiksborg Slot (1602–20) i Hillerød er det største renæssanceslot i Skandinavien. Christian 4. Fik revet størstedelen af Frederik 2.’s bygning ned, for at få van Steenwinckel til at opføre et trelænget slot i fransk stil, med en lav terrasse omkring gårdspladsen. Arkitekturen og dekorationerne er i nederlandsk renæssancestil.
Rosenborg Slot i København blev også bygget af Christian 4., som et andet eksempel på nederlandsk renæssance. I 1606 fik kongen de første to etager af Rosenborg opført som et sommerhus i et område, som han brugte som park til afslapning. Han besluttede at starte på et langt mere ambitiøst projekt, et slot, som udviklede sig i flere faser og til sidst blev Rosenborg Slot, der stod færdig i 1624. Før slottet blev bygget havde man allerede anlagt en renæssancepark, der er landets ældste kongelige.
Af andre slotte og herregårde i renæssancestil er Egeskov Slot, Hesselagergård, Holckenhavn og Hollufgård der alle ligger på Fyn samt Lystrup Gods ved Faxe på Sjælland.
Christian 4. betalte for opførslen af Børsen, der var en af de første børsbygninger i Europa. Den blev bygget fra 1618-1624, og den blev designet til at understrege Københavns position som en kommerciel storby. Selvom den er inspireret af nederlandsk renæssance er det særlige tårn og tagkonstruktionen mere Christians 4.’ smag end et udtryk for den arkitektoniske stil. Det karakteristiske spir på bygningen med fire dragger, hvis haler er snoet om hinanden toppen med tre kroner symboliserer Kongeriget Danmark, der inkluderede Norge og Sverige.
I 1614 begyndte Christian 4. opførslen af Kristianstad i Skåne, der nu er en del af Sverige. Her blev mange af bygninger opført i renæssancestil. Særligt Trefoldighedskriken (1618–28) der er designet af den flamsk-danske Lorenz van Steenwinckel er et af de bedste eksempler i byen, og den siges at være Skandinaviens fineste renæssancekirke.
Christian 4. påbegyndte også flere andre projekter i Norge, der var baseret på renæssancearkitektur. Han etablerede miner i Kongsberg og Røros, der nu er et Verdensarvsområde. Efter en voldsomt brand i 1624 blev byen Oslo flyttet og genopført som en befæstet by omgivet af volde. Den blev også omdøbt til Christiania efter Christian 4. Kongen grundlagde også Kristiansand, der endnu engang opkaldt efter Christian 4.
Mens bygninger i sten blev mere og mere almindeligt i byhuse, fortsatte huse på landet med at være bindingsværkshuse, nogle gange bygget sammen med et enkelt hus i sten. Almindelige mennesker fortsatte med bo i bindingsværkshuse, da de var billigere at opføre.
Holbæk begyndte at udvikles i slutningen af middelalderen. Byens glansperiode var i 1600-tallet, hvor korn der blev dyrket i området blev solgt til Tyskland og Holland. En række bindingsværkshuse fra denne periode bruges i dag af Holbæk Museum.
I Ribe findes Taarnborg, der er den gamle bispebolig. Det stammer fra slutningen af 1500-tallet og er et af landets bedst bevarede renæssancehuse.
Danske præstegårde fra renæssancen er typisk bygget i same stil som gårdbygninger, men er typisk større. Et fint eksempel er Kølstrup Præstegård nær Kerteminde på Nordøstfyn. Huset er en bindingsværksbygning med stråtag, med en stor rektangulære gårdsplads med udhuse på alle sider.
- Kronborg Slot i Helsingør (1585).
- Trefoldighedskirken i Kristianstad (1628).
- Børsen i København (1640).
- Den store sal på Frederiksborg Slot i Hillerød (1620).
- Kølstrup Præstegård ved Kerteminde (1780).

### Fabriksbygninger
Allerede under Kong Hans indledtes tiltag der førte til fabriksmæssige anlæg. Således oprettedes flere steder skibsbygningsanlæg og blandt andet en jernhytte ved Helsingborg, nævnt første gang i 1504. Virksomheden, der også omfattede et mølleværk, producerede blandt andet jerngenstande til hær og flåde, jernankre til kongelige bygninger, desuden udstyr til kanoner. Overhovedet synes den tidlige fabriksvirksomhed især rettet mod at imødekomme kongemagtens behov for militært udstyr af alle slags. Således fremkom krudtmagere flere steder i riget, fx ved Rønnebæksholm, Malmø og Væ, ligesom en krudtmølle blev anlagt ved Ørholm ved Mølleåen. Andre krudtmøller fandtes i Lund og Varberg. Ved Hvidøre-bækken nord for København anlagdes en harniskmølle, og i 1560 udvikledes Bremerholm med skibsværft, skibssmedje og bøssesmedje.
Blandt andre tidligere kongelige fabrikstiltag må nævnes oprettelsen af glasværker, i første omgang med glasbrændere fra Italien. Endvidere oprettelsen af de første papirværker fx ved Herresvad Kloster og ved Hvidøre. Endelig oprettelse af stampemøller af hensyn til feldberedere, dels ved Hvidøre, dels ved Ribe (begge oprettede i 1581.

## Barok
Som under renæssancen, var det primært Holland, der havde indflydelse på barokkens arkitektur, selvom mange af elementerne stammede fra Italien og Frankrig. Symmetri og regelmæssighed var de vigtigste ting, og det blev ofte understreget ved at trække en central del af facaden frem.
Rundetårn i København var også et af Christian 4.’s projekter, efter han havde givet penge til et observatorium, efter forslag fra astronomen Tycho Brahe. Under ledelse af Hans van Steenwinckel, der noget overraskende lod designet skabe ud fra hollandsk barok, blev tårnet færdiggjort i 1642 med en højde på knap 40 m. Stenene, der var specielt hentet hjem fra Holland, var hårdtbrændte smalle typer kendt som muffer eller mopper. En 210 meter lang spiralrampe der snor sig op inde i tårnet, giver panormaudsigt over København. Rundetårn er det ældst fungerende observatorium i Europa. Frem til 1861 blev det brugt af Københavns Universitet, men i dag kan alle observer nattehimlen i teleskopet om vinteren.
Herregården Nysø (1673) nær Præstø blev bygget for den lokale købmand og amtmand Jens Lauridsen. Det var den første herregård, der blev opført i barokstil i Danmark. Inspirationen kom fra Holland, og arkitekten var sandsynligvis Ewert Janssen.
En af de fremmeste arkitekter på dette tidspunkt var den danske arkitekt Lambert van Haven, hvis mest kendte arbejder er Vor Frelsers Kirke i København (1682–96). Kirken er baseret på det græske kors i grundplanet. Facaden er delt op i toscanske pilastrer, der går op i bygningens fulde højde. Andre elementer i kirken indbefatter der karakteristiske snoede spir, der dog først blev etableret under Frederik 5.. Det var Lauritz de Thurah, der i sidste ende færdiggjorde bygningen i 1752.
Charlottenborg (1672–83), på Kongens Nytorv i centrum af København, siges at være den mest rendyrkede barokbygning der er tilbage i Danmark. Van Haven har muligvis været involveret i designet, selvom Ewert Janssen normalt bliver krediteret som arkitekt. Adskillige andre herregårde rundtom i Danmark er baseret på dette design.
Det var den hollandske bygningsingeniør Henrik Ruse, der fik til opgave at udvikle området omkring Kongens Nytorv af Frederik 3.. Det var særligt delen i forbindelse med Nyhavn, der blev designet til at være Københavns nye havn. Det var dog ikke før at Christian 5. blev konge i 1670, at Niels Rosenkrantz færdiggjorde arbejdet. Over de næste par år, blev der opført adskillige byhuse på begge sider af kanalen. De ældste, nummer 9, blev færdiggjort i 1681, sandsynligvis afChristen Christensen, der var havnefoged.
Clausholm (1693–94) nær Randers blev tegnet af den danske arkitekt Ernst Brandenburger med assistance fra den svenske Nicodemus Tessin den yngre, som blev inviteret til at dekorere facaden. De mere sofistikerede lejligheder med høje lofter på førstesalen blev lavet til brug for de kongelige. Det første Christiansborg Slot i København blev tegnet af Elias David Häusser og færdiggjort i 1740'erne, og var et af de mest imponerende barokbygninger på dette tidspunkt. Selvom Christiansborg brændte ned til grunden i 1794, overlevede området omkring, der bl.a. inkluderer en ridebane og flere staldbygninger. Disse blev tegnet af Nicolai Eigtved. Fredensborg Slot (1731), der er et kongeligt slot ud til Esrum Sø i Nordsjælland, og dets store parkanlæg blev tegnet af Johan Cornelius Krieger, der også stod for haven ved Rosenborg Slot. Parken ved Fredensborg er en af landets største og bedst bevarede barokke parkanlæg.
Omkring midten af 1700-tallet havde arkitekturen udviklet sig til en sen barokstil. Blandt de store navner var Johan Conrad Ernst, der opførte Kancellibygningen (1721) på Slotsholmen og Lauritz de Thurah der tegnede jagslottet Eremitageslottet (1734) i Dyrehaven nord for København. Endnu mere ambitiøst var de Thurahs projekt Ledreborg nær Roskilde, hvor han fik skabt et stort sammenhængende barokslot.
Barokarkitekten Philip de Lange blev sent i sit liv i nogen grad inspireret af Eigtveds formsprog og udviklede et særligt udtryk i perioden. Hans til dels lettere, ornamenterede facader får man et eksempel på ved at se på Kunstforeningens bygning på Gammel Strand. Den øverste etage med gavlen blev tilføjet senere. De Lange tegnede også den lille Damsholte Kirke på Møn, der med sine sarte og lette mure er et smukt eksempel på den overgangstid, der kom til at kendetegne rokokoens indvækst i Danmark.

### Rokoko
Som en organisk udvikling af barokkens strenge former og udtalte symmetri kom rokoko på mode i 1740'erne under Nicolai Eigtveds lederskab. Stilen, som var vokset frem ude i Europa, udmærker sig først og fremmest ed brug af rocailles, den lille muslingeskalsformede C-lignende ornamentsgenstand, der placeret midt på bygningselementer gjorde op med symmetrien og gav vej til et nyt formsprog, hvor asymmetri herskede.
Oprindeligt var Eigtved gartner, og han havde brugt mange år udenlands, hvor han var blevet stadig mere interesseret i arkitektur, og særligt i den sarte, franske rokokostil. Da han vendte tilbage til Danmark blev han ansvarlig for ombygningen af Prinsens Palæ (1743–44) i København som en værdig residens til kronprins Frederik (senere Frederik 5. Bygningen rummer i dag Nationalmuseet.
Kort efter fik han prestigefyldte opgaver, heriblandt den overordnede arkitektoniske udførsel af Frederiksstaden i 1749, der er en bydel af København, som blev planlagt med en oktogonal plads med de fire palæer i Amalienborgkomplekset. Det bliver betragtet som Europas vigtigste rokokokomplekse. Adam Gottlob Moltke, der var Frederiks 5.'s overhofmarskal stod for projektet, og gav Eigtved frie hænde, ikke bare til at designe bygninger, men også med at designe området med de brede lige gader og palæer omkring dem. Frederik 5. havde ønsket at efterligne de franske monarkers store bygninger, og slotspladsen blev derfor inspireret af Place de la Concorde i Paris, der blev anlagt i samme periode. Selvom Eigtved døde inden arbejdet blev færdiggjort, afsluttede andre arkitekter, inklusive Lauritz de Thurah, troligt hans planer. Til området hører Marmorkirken, der først færdiggjordes meget senere, og Frederiks Hospital.
Rokokoen var en overgangsstil, en kort opblomstring mellem barokkens svulstighed og nyklassicismens stringens. Den gik hurtigt af mode, men dens udmøntning i Danmark var særlig fin og tæller i dag nogle af vore fineste bygninger.
- Vor Frelsers Kirke i København. Tegnet af Lambert van Haven (1696).
- Clausholm ved Randers. tegnet af Ernst Brandenburger (1694).
- Nyhavn 9–15 i København. Tegnet af Christen Christensen (1681).
- Amalienborg i København. Tegnet af Nicolai Eigtved (1760).

Perioden var også de store handelskompagniers tid. Mest kendt er nok Asiatisk Kompagni, men andre er Almindeligt Handelskompagni Kanalkompagniet, Vestindisk-guineisk Kompagni, Østersøisk-guineisk Handelsselskab med flere hvortil kom private handelshuse. Disse virksomheder forestod opførelsen af pakhuse, især i København men også fx i Tønning, Rendsborg og Holtenau. Pakhusene var fleretagers bygninger beregnede til oplag. De var stort set byggede over samme skabelon med hejseluger i tagetagen og mere eller mindre sektionsopdelte oplagsmagasiner.

## Nyklassicisme
Nyklassicismen hentede inspiration fra oldtidens Grækenland og Romerriget. Stilen blev bragt til Danmark af den franske arkitekt Nicolas-Henri Jardin. Hans landsmand, skulptøren Jacques Saly, der allerede var veletableret i Danmark, overtalte Frederik 5. til at Jardin skulle afslutte Marmorkirken efter Eigtveds død. Selvom det ikke lykkedes for Jardin, blev han en succesrig arkitekt der designede adskillige nyklassicistiske bygninger, som Bernstorff Slot (1759–65) i Gentofte og Marienlyst Slot nær Helsingør.
En af Jardins elever, Caspar Frederik Harsdorff, endte med at blive en af Danmarks mest prominente 1700-tals arkitekter, der er kendt for at være stamfader til den danske klassicisme. Han foretog store mængde arbejde der handlede om at gendesigne eksisterende bygninger både ude og inde. Blandt andet arbejdede han på Det Kongelige Teater (1774) hvor han introducerede en klassisk tempelstil, med en bred indgang og en stor indgangshal. Han udførte også arbejde på Amalienborg, heriblandt kolonnaden, med dens otte joniske søjler, der forbinder prinsens residens (Christian IX's Palæ eller Schacks Palæ) med konges (Christian VII's Palæ eller Moltkes Palæ).
Et andet eksempel på nyklassicisme er Liselund Slot på Møn. Det er et relativt lille slot opført i fransk nyklassicistisk stil i 1790'erne, og med et noget atypisk stråtækt tag. Både slottet og den omkringliggende park er designet af Andreas Kirkerup, der var en af tidens fremmeste landskabsarkitekter. Det blev opført som sommerresidens for Antoine de la Calmette, der var øens amtmand, og hans kone Lise. Bygningen er T-formet med de vigtigste rum i stueplan. Første etage består af ni soveværelser. Interiøret blev sandsynligvis designet af Joseph Christian Lillie.

## 1800-tallet

### Klassicisme
Efter Harsdorffs død var den vigtigste fortaler for klassicismen Christian Frederik Hansen, der udviklede en mere alvorlig stil med rene, enkle former og store ubrudte overflader. Fra 1800 stod han for alle store byggeprojekter i København, hvor han designede Københavns Byret (1805-15) på Nytorv. Han var også ansvarlig for at genopbygget Vor Frue Kirke, og designede også den omkringliggende plads (1811–29).
I 1800 fik Hansen også til opgave at genopbygget Christiansborg, der var brændt ned i 1794. Desværre brændte denne bygning ned igen i 1884, og alt der er tilbage af Hansens Christiansborg er det store kapel med dets joniske søjler.
Michael Gottlieb Bindesbøll huskes hovedsageligt for at have tegnet Thorvaldsens Museum. Som ung mand i 1822, havde han oplevet Karl Friedrich Schinkels klassicisme i Tyskland og Frankrig, og mødte den tyskfødte arkitekt og arkæolog Franz Christian Gau, der introducerede for den farverige arkitektur fra antikken. Hans onkel, Jonas Collin, der var en aktiv person inden for udøvende kunst og kultur under Frederik 6., formåede at vække kongens interesse i et museum for Bertel Thorvaldsen, der var en dansk-islandsk skulptør, og han bad Bindesbøll om at udføre nogle skitser til bygningen. Da Bindesbølls designe adskilte sig fra de øvrige arkitekter fik han til opgave at omdanne tidligere vogngård fra Christiansborg til et museum. Bindesbøll lod bygningen inspirere af Erechtheion og Parthenon, der begge er fritstående bygninger til forskel fra den traditionelle byplanlægning, hvor mange opfører huse tæt op af hinanden. Museet stod klar i 1848. Han inkorporerede også elementer fra oldtidens Egyptens arkitektur i sit design, selvom "planen i sin helhed... hverken er egyptisk eller græsk, men Bindesbølls egen."

### Historicisme
Med fremkomsten af historicismen i anden halvdel af 1800-tallet blev der lagt ekstra kræfter i godt håndværk, og korrekt brug af materialer. Dette ses bl.a. i Københavns Universitetsbibliotek (1861) tegnet af Johan Daniel Herholdt og inspireret af Sankt Fermo Kirke i Verona.
Vilhelm Dahlerup var en af de mest produktive akitekter i 1800-tallet, og han er en af de arkitekter, som har haft størst indflydelse på, hvordan København ser ud i dag. Hans vigtigste og mest berømte bygninger er Hotel D’Angleterre (1875) og Statens Museum for Kunst (1891). Med støtte fra Carlsberg tegnede han Ny Carlsberg Glyptotek (1897) og et større antal rigt dekorerede bygninger i Carlsberg Byen, der nu er under udvikling til at blive et ny byområde i København.
Ferdinand Meldahl, der også var en fortaler for historicismen, færdiggjorde genopførslen af Frederiksborg Slot efter branden i 1859, og han tegnede ligeledes parlamentsbygninge Alþingishúsið i Reykjavik på Island, der på dette tidspunkt var under dansk herredømme. Hans mest berømte værk er dog nok Frederiks Kirke i København. Bygningen var blevet en ruin, efter arbejdet var stoppet på Jardins oprindelige design i 1770. Meldahls planer var meget anderledes end Jardins, da kirketårnet blev fjernet, og der i stedet blev lavet en lavere kuppel og søjlerne blev reduceret fra seks til fire foran indgangen. Ikke desto mindre blev blev bygningsværket næsten lige så høj som Jardins oprindelige planer, takket være lanternen og det noget højere spir. Bygningen, der er kendt som Marmorkirken blev færdiggjort i 1894, mere end 150 år efter, at Eigtved havde lavet de første tegninger.

### Nationalromantikken
Martin Nyrop var en af de primære fortalere for nationalromantikken. Hovedformålet var at bruge nordiske motiver fra fortiden, hvilket tydeligt demonstreres på Københavns Rådhus, der stod færdig i 1905. Rådhuset er en af de største og mest originale bygninger fra denne periode, med den gyldne statue af Absalon lige over balkonen og det høje tynde klokketårn. Det blev inspireret af af rådhuset i Siena.
Andre arkitekter fra nationalromantikken tæller Hack Kampmann, der tegnede Aarhus Teater i art nouveau-stil i slutningen af århundredet. Kampmann tegnede også Toldboden, Marselisborg Slot og flere andre bygninger i Aarhus og omegn.

### Byudvikling
Havnebyen Svendborg på Fyns sydøstkyst blev grundlagt i 1200-tallet. Omkring århundredeskiftet oplevede byen en stor fremgang og udvikling, da skibsværfter og handel blev vigtige indtægtskilder. Byen gennemgik i den forbindelse en periode mede renoveringer med nye mursten og stenbygninger i de smalle gader. Den gamle bydel er ny blevet en vigtig turistattraktion for området.
Arkitekturen i Skagen på den aller nordligste del af Jylland, har sit helt eget særpræg. Fra 1800-tallet og fremefter blev huse hvidkalkede og fik røde teglstenstage. Gule og røde farver dominere med hvide skorstene og dekorationer på tagene. Disse traditioner findes ikke kun i byens gamle del, men anvendes også i de nyere områder. Adskillige af byens mere berømte bygninger stammer fra starten af 1900-tallet, hvor de blev designet af Ulrik Plesner, og andre blev tegnet af andre kendte arkitekter som Thorvald Bindesbøll.
I 1800-tallet kom også en ny type vindmølle til landet; den såkaldte hollandske vindmølle, hvor kun hatten drejer, modsat de tidligere stubmøller, hvor hele møllehuset skal drejes for at fange vinden.
- Thorvaldsens Museum tegnet af Michael Gottlieb Bindesbøll (1838–48).
- Københavns Universitets Bibliotek tegnet af Johan Daniel Herholdt (1857–61).
- Aarhus Teater tegneta af Hack Kampmann (1898–1900).
- Københavns Rådhus tegnet af Martin Nyrop (1905).

## 1900-tallet

### Nordisk klassicisme
Nyklassicisme og i stigende grad nordisk klassicisme fortsatte med at trives i begyndelsen af 1900-tallet frem til 1930. Dette kan bl.a. ses i Kay Fiskers Hornbækhus (1923) og Københavns Politigård (1924). Udviklingen var ikke et isoleret fænomen. Stilen trak på klassisk arkitektur i de nordiske lande, samt nye ideer fra de tysktalende kulturer. Stilen kan således karakteriseres som en kombination af direkte og indirekte indflydelse fra folkelige arkitekter (fra Norden, Italien og Tyskland) og nyklassicisme.
Mens bevægelse havde størst succes i Sverige, hvor et antal store og vigtige bygninger blev opført, havde stilen også flere vigtige danske udøvere inklusive Ivar Bentsen, Kaare Klint, Arne Jacobsen, Carl Petersen og Steen Eiler Rasmussen. Bentsen designede, med assistance fra Thorkild Henningsen Danmarks første rækkehuse i området Bellahøj i København. Klin, der arbejdede sammen med Bentsen, brugte dele af dette design til Frederiks Hospital designet til Designmuseum Danmark. Carl Petersens hovedværk er Faaborg Museum, der blev bygget til kunstsamlinger fra Fyn Art & Design. Steen Rasmussen huskes særligt for sin byplanlægning og for sine bidrag til Dansk Byplanlaboratorium.
Bedre Byggeskik, der blev stiftet i 1915, tog udgangspunkt i ældre dansk stil og nyklassicismen. Utallige bygninger blev opført i denne stil, særligt private villaer, frem til omkring 1940.

### Ekspressionisme
Grundtvigs Kirke på Bispebjerg i København er opkaldt efter den danske filosof og præst Nikolai Grundtvig, der bl.a. er kendt for hans mange salmer. Som et resultat af dens specielle udseende er det Danmarks mest berømte ekspressionistiske kirke. Den er designet af Peder Vilhelm Jensen-Klint, og den har mange elementer fra gotikken, særligt fra danske landsbykirker med kamtaksgavle. Jensen-Klint kombinerede moderne geometriske former fra murstensekspressionisme med klassisk vertikale fra gotisk arkitektur. Opførslen begyndte i 1921, men blev først afsluttet efter Klints død af hans søn Kaare Klint i 1940. Især facaden der minder om vestværk eller et kirkeorgel er en bemærkelsesværdig detalje.

### Funktionalisme
Funktionalismen, der begyndte i 1930'erne, byggede på rationel arkitektur og brugte især beton, jern og glas, til at lave bygninger til sociale behov. De primære fortalere var Frits Schlegel, Mogens Lassen, Vilhelm Lauritzen og især Arne Jacobsen, der tegnede Bellavista nord for København. Et andet af Jacobsens kendte værker er Aarhus Rådhus, der blev tegnet i samarbejde med Erik Møller i 1937 og færdigbygget i 1948. Rådhustårnet er 60 meter højt, og uret i toppen er 7 meter i diameter. Bygningen blev opført i beton men med en overflade af marmor fra Porsgrunn i Norge.
En mere traditionel tilgang blev taget af Kay Fisker, der sammen med C. F. Møller tegnede Aarhus Universitet i 1931.

### Modernisme
Efter anden verdenskrig begyndte funktionalisme at trække på trends fra amerikansk modernisme med irregulære grundplaner, flade tage, åbne plan med store indendørs rum og glasfacader. Et godt eksempel er Utzons hus i Hellebæk (1952) i udkanten var Hellebæk nær Helsingør, hvor der blev gjort god brug af relativt billige materialer til efterkrigstidens huse; og Romerhusene (også kalde Kingohusene) (1956–58) i Helsingør som består af 63 L-formede huse baseret på et traditionel design fra danske bondegårdhuse. Et andet projekt, der er berømt for samspillet mellem arkitektur og landskab er kunstmuseet Louisiana (1958) i Humlebæk, der er tegnet af Jørgen Bo og Vilhelm Wohlert.
I denne periode blev Arne Jacobsen landets fremmeste modernist, og han tegnede bl.a. Radisson Blu Royal Hotel i København (1960) og Rødovre Rådhus, der stod færdig i 1956, hvor Jacobsen brugte mange forskellige materieler i form af sandsten, to typer glas, malet metal og rustfrit stål.
Flere fulgte i Jacobsens fodspor, og danske arkitekter havde stor international succes i 1900-tallet. Mest berømt af alle er nok Jørn Utzons ikoniske Operahuset i Sydney, som i dag besøges af over 8 millioner personer om året. Bygningen blev anerkendte i brede kredse, og som kun den anden person i verden fik han sit bygningsværk på UNESCOs Verdensarvsliste mens han stadig var i live. Bagsværd Kirke (1968–76), der også er tegnet af Jacobsen, bliver betragtet som et af de fornemste eksempler på kritisk regionalisme, for sin blanding af universel civilisation og regional kultur.
I 1982 vandt Johan Otto von Spreckelsen en international arkitektkonkurrence for Grande Arche i området La Défense i Paris, der var tegnet på basis af simple geometriske former, og dette bragte ham til international berømmelse. Den anerkendte arkitekt Henning Larsen tegnede Udenrigsministeriets bygning i Riyadh., samt flere prestigefyldte bygninger i Skandinavien, inklusive Operahuset på Holmen.
Jan Gehl er berømt som bydesigner, blandt andet som følge af sin succesfulde ombygning og renovering af Strøget til en gågade i 1960'erne, og for sin indflydelsesrige bog Life Between Buildings. Han har rådgivet ved adskillige byudviklings- og planlægningsprojekter, inklusive for Melbourne i Australien, London i England og New York i USA. Hans værker trækker ofte inspiration fra København og den cykelkultur for at forbedre det offentlige rum.
- Bellavista tegnet af Arne Jacobsen (1933–34).
- Århus Universitet tegnet af Kay Fisker (1931).
- Århus Rådhus tegnet af Arne Jacobsen og Erik Møller (1939–42).

## Moderne tid
Siden årtusindeskiftes har danske arkitekter haft stor succes både i Danmark og i udlandet. To vigtige områder i Storkøbenhavn har givet gode muligheder for at arkitektfirmaer har kunnet udvikle og profilere sig, og flere firmaer har høstet international anerkendelse, og har vundet vigtige ordre i udlandet. For visse firmaer er udenlandske kontrakter blevet lige så vigtige som de nationale.
I de seneste år har flere nye arkitektfirmaer, der både arbejder nationalt og international, etableret sig.

### Byudviklingsprojekter
Ørestaden er et nyt områder, der ligger sydøst for København på Amager. Det blev oprindeligt etableret i forbindelse med opførslen af Øresundsbroen, der forbinde København og Malmø i Sverige, og som stod færdig i 2000. Efter de første planlægninger i 1990'erne blev de første kontorbygninger opført i 2001. i dag er området under stor udvikling, og der er mere end 3.000 lejligheder og 192.100 m² kontorområde.
København selv har også undergået en stor transformation i de seneste år, hvor særligt områder omkring havnefronten er blevet udvidet og udbygget. Baseret på den oprindelige plan fra 1980'erne er der blevet opført adskillige prestigebyggerier i området heriblandt Den Sorte Diamant (2000) og Skuespilhuset (2004).

### International tilstedeværelse
Henning Larsen Architects, der er veletableret i Norden er nu aktiv i resten af verden og særligt i Mellemøsten. De har flere projekter i Saudi Arabien og Syrien, inklusive Massar Discovery Centre i Damascus. Af andre nævneværdige projekter er den nye bygning til den tyske avis Der Spiegel ved havnefronten i Hamburg.
3XN har designet den prisvindende Muziekgebouw Koncertsal i Amsterdam og det nye Museum of Liverpool. i 2007 vandt de konkurrencen om at tegne det nye hovedkvarter for Deutsche Bahn i Berlin foran internationale arkitektfirmaer som Foster + Partners fra Storbritannien og Dominique Perrault fra Frankrig.
Schmidt Hammer Lassen har åbnet kontorer i London og Oslo. Udover adskillige projekter i Norden, inkluderer deres internationale projekter Westminster College i London og et nyt bibliotek på University of Aberdeen.
Blandt de mest notable internationale projekter for C. F. Møller Architects er udvidelsen af Natural History- og National Maritime-museerne i London (2009–11). De formåede også at for kontrakt på at opføre Akershus universitetssykehus i Oslo.
Dissing+Weitling er bredt anerkendt som broarkitekter efter at have udført omkring 220 af den slags projekter over hele kloden. Disse inkluderer Storebæltsbroen mellem Sjælland og Fyn, Queensferry Crossing i Skotland, Nelson Mandela Bridge i Sydafrika og Stonecutters Bridge i Hong Kong. Storebæltsbroen, der stod færdig i 1998, er verdens tredjelængste hængebro. Den er 6.790 m lang og har et spænd på 1.624 meter, og frihøjden for skibe er 65 m.
Lundgaard & Tranberg har designet Skuespilhuset og Tietgenkollegiet, der begge bliver betragtet som nogle af de mest succesfulde nye byggerier i København.

### Nye tegnestuer
En anden trend i moderne dansk arkitektur er de nye tegnestuer, med succesfulde unge firmaer, der er mere inspirerede af internationale strømninger end de skandinaviske traditioner. Bjarke Ingels' firma BIG (Bjarke Ingels Group) der blev grundlagt i 2006, har på kort tid formået at skabe sig et navn, og står i spidsen for denne gruppe.
Allerede fra begyndelsen modtog BIG international anerkendelse for flere projekter, heriblandt Bjerget i Ørestad. Ideologisk og konceptuelt er firmaet tættere på hollandske firmaer som OMA – hvor Ingels arbejdede fra 1998 til 2001 – og MVRDV end mange af de danske arkitekter. BIG's store internationale gennembrud kom i 2009, da firmaet vandt seks internationale konkurrencer og underskrev flere store kontrakter. Disse inkluderer et kunstmuseum på en klippeside med udsigt over Mexico City, en bydel ved en kanal i Hamburg, et nyt rådhus i Tallinn i Estland, et nyt nationalt bibliotek i Kazakhstan, et lavenergiprojekt i Shenzhen, Kina, og World Village for Women's Sports i Malmø.
Fire nye tegnestuer, CEBRA, Cobe, Transform og Effekt, bidrog til projektet CO-EVOLUTION: Danish/Chinese Collaboration on Sustainable Urban Development in China, som blev nomineret til Golden Lion veed 2006 Venice Biennale of Architecture. Projektet blev bestilt af Dansk Arkitektur Center og styret af den danske arkitekt Henrik Valeur og UiD. Alle fire firmaer vandt senere konkurrencer i Danmark og udlandet. Effekt har vundet konkurrencen om at tegne en ny bygning til Estlands Kunstakademi i Tallinn, Transform har et projekt med Rådhuspladsen i København og Cobe har vundet en konkurrence om at stå for Skandinaviens største bæredygtige bydel i Nordhavnen i København.
Andre nye arkitektfirmaer inkluderer Aart, Dorthe Mandrup Architects og NORD Architects.

### Industribygninger
I løbet af 1900-tallet begyndte industribygninger at skifte form. Hidtil havde de udelukkende tjent et praktisk formål, men man begyndte så småt også at tænkte æstetiske formål ind i bygningerne, om ikke andet at give bygningens form et udtryk det matchede bygningen funktion. Særligt i slutningen af 1990-tallet og starten af 2000'erne begyndte dette at vise sig i Danmark. Dette ses bl.a. på Viborg Kraftvarmeværk fra 1996 og Avedøreværket fra 2001. På Islands Brygge har man også lade arkitektoniske elementer fra områdets tidligere funktion som havnekaj indgå i byfornyelsen.
Allerede i 1960'erne begyndte man at omdanne industribygninger til beboelse i såkaldte "lofts" i New York, men de første rigtigt store og kendte eksempler kom først til Danmark i slutningen af 1990'erne og starten af 2000'erne. Her blev flere industribygninger blevet omdannet til beboelse, hvilket bl.a. tæller Siloetten i Løgten og Gemini Residence på Islands Brygge.
Ombygningen og ændringen af gamle bygninger til nye ses også i restaureringen af slottet Koldinghus, der brændte i 1808. Tidligere havde man forsøgt at restaurere, men først i 1972 kom der gang i projektet, og da det endelig stod færdigt i 1994 havde Exner Tegnestue valgt en tilgang, hvor mange tydeligt lod gammel og nyt adskilles, så beskueren ikke var i tvivl om, hvad der var oprindeligt, og hvad der var en del af restaurereingen.
- Koldinghus restaureret 1972-1994.
- Den Sorte Diamant tegnet af Schmidt Hammer Lassen (1999).
- Operaen på Holmen tegnet af Henning Larsen (2000-04).
- Bjerget tegnet af Bjarke Ingels (2008).
- Tietgenkollegiet i Ørestad tegnet af Lundgaard & Tranberg (2005–06).